# Sint-Liudgerkerk (Münster)
De Sint-Liudgerkerk (Duits: St. Ludgerikirche) is een van de oudste rooms-katholieke kerkgebouwen in de Duitse stad Münster. De eerste bouw van de kerk dateert uit het jaar 1173. De kerk is genoemd naar Liudger, de stichter van de stad Münster.

## Bouwgeschiedenis en architectuur
In de 2e helft van de 12e eeuw groeide het stadsgebied van Münster naar zuidelijke en oostelijke richting. In het gebied van de stadsuitbreiding werden nieuwe kerken gebouwd. Voor de zuidelijke uitbreiding werd dat de Sint-Liudgerkerk. De bouw van de kerk werd voltooid rond het jaar 1220. Nadat de kerk bij een stadsbrand in 1383 ernstige schade had opgelopen, werd de kerk in gewijzigde vorm herbouwd. Het in eerste instantie relatief kleine koor werd vervangen door een groter en hoger koor. Als gevolg hiervan werd ook het dak hoger en moest men de vieringtoren eveneens verhogen. De twee verdiepingen tellende vieringtoren met romaanse vensters kreeg een extra verdieping in gotische stijl. Daarboven kwam nog een verdieping met open traceringen en pinakels. De twee westelijke torens van de kerk vielen ook ten prooi aan de brand, maar werden pas in 1876 weer toegevoegd.
De kerk heeft twee toegangsportalen. Het zuidelijke portaal is de normale toegang en heeft boven de dorpel een inschrift uit het jaar 1537. Het inschrift luidt: "V.D.M.I.E Anno Domini 1537" (Verbum Domini Manet In Aeternum Anno Domini 1537). Het inschrift heeft betrekking op de eerste brief van Petrus, vers 25, en betekent: "Het Woord van de Heer blijft in eeuwigheid". Dit was destijds een protestantse leuze. Het bijzondere aan het inschrift is de datum 1537, want in 1535 was Münster na een kort reformatorisch intermezzo onder Bernhard Rottmann en de daarop volgende heerschappij van de Wederdopers weer katholiek geworden.
Het westelijke portaal wordt slechts bij bijzondere vieringen gebruikt. Sinds 1861 heeft het portaal een tympanon met een tronende Liudger in het midden, omgeven van de Friese heilige Heriburg van Nottuln en de Fries-Groningse bard Bernlef, die door Liudger werd genezen van zijn blindheid.
De Liudgerkerk is het eerste bouwwerk van het op meer plaatsen in Münsterland voorkomende type van de zogenaamde trappenhallenkerk.

## Bezienswaardigheden
- De kerkschat bestaat voornamelijk uit waardevolle liturgische voorwerpen en paramenten. Het oudste kunstwerk is een blauw kruis van 52 cm dat korte tijd na de stadsbrand van 1383 werd vervaardigd.
- Achter in het koor bevinden zich levensgrote zandstenen beelden uit 1603-1607 van Jezus Christus, Liudger, Stefanus, Catharina van Alexandrië, heilige Agnes, Laurentius, Karel de Grote en de Maagd Maria.
- Het koorgestoelte werd in de jaren 90 hersteld van de schade uit de Tweede Wereldoorlog, de oudste delen ervan stammen uit de 1e helft van de 16e eeuw.
- In de apsis bevindt zich sinds 1998 een 15e-eeuws drieluik dat in Tirol werd vervaardigd.
- Aan pijler onder de viering bevinden zich houten beelden van Christus als Salvator Mundi en de heilige Liudger uit respectievelijk 1420 en 1760.
- Het altaar met een relikwie van Liudger werd gemaakt door de beeldhouwer Hein Wimmer van Baumerberger zandsteen.
- Het achthoekige, rijk gebeeldhouwde, maar door wederdopers beschadigde doopvont, heeft acht Bijbelse voorstellingen en dateert van 1500.
- In het zuidelijke transept hangt een 16e-eeuws schilderij van Nikolaus tom Ring voorstellende de Opwekking van Lazarus.
- In de noordwesthoek hangt een eveneens 16e-eeuws werk van Nikolaus tom Ring dat de Graflegging van Christus voorstelt.
- In de Heilig-Hartkapel bevindt zich een "Man van Smarten" beeld uit 1420 en in de onmiddellijke nabijheid een Madonna met Kind uit 1450.
- Aan de westzijde hangt een handgesneden beeld van de gekruisigde Christus uit 1929. Het beeld werd bij een bombardement in 1944 beschadigd en raakte beide armen kwijt. Het beeld werd niet hersteld en op de plaatsen van het kruis waar gewoonlijk zich de beide armen van Christus bevinden, is op het kruis de tekst ICH HABE KEINE ANDEREN HAENDE ALS DIE EUEREN aangebracht. Onder het kruis hangen twee medaillons van Nicolaus Steno en Edith Stein.
- In het noordelijk zijschip van de kerk bevindt zich een schilderij van Nicolaus Steno en Edith Stein van de hand van Gerhard van der Grinten.
- Het orgel dateert van 1966, de barokke orgelkast uit 1750
- Voorts kent de kerk nog meer kunstwerken, zoals een barokke Piëta, een eveneens uit de barokke periode daterende Madonna en enkele Christusbeelden uit de 18e eeuw.

## Fotogalerij

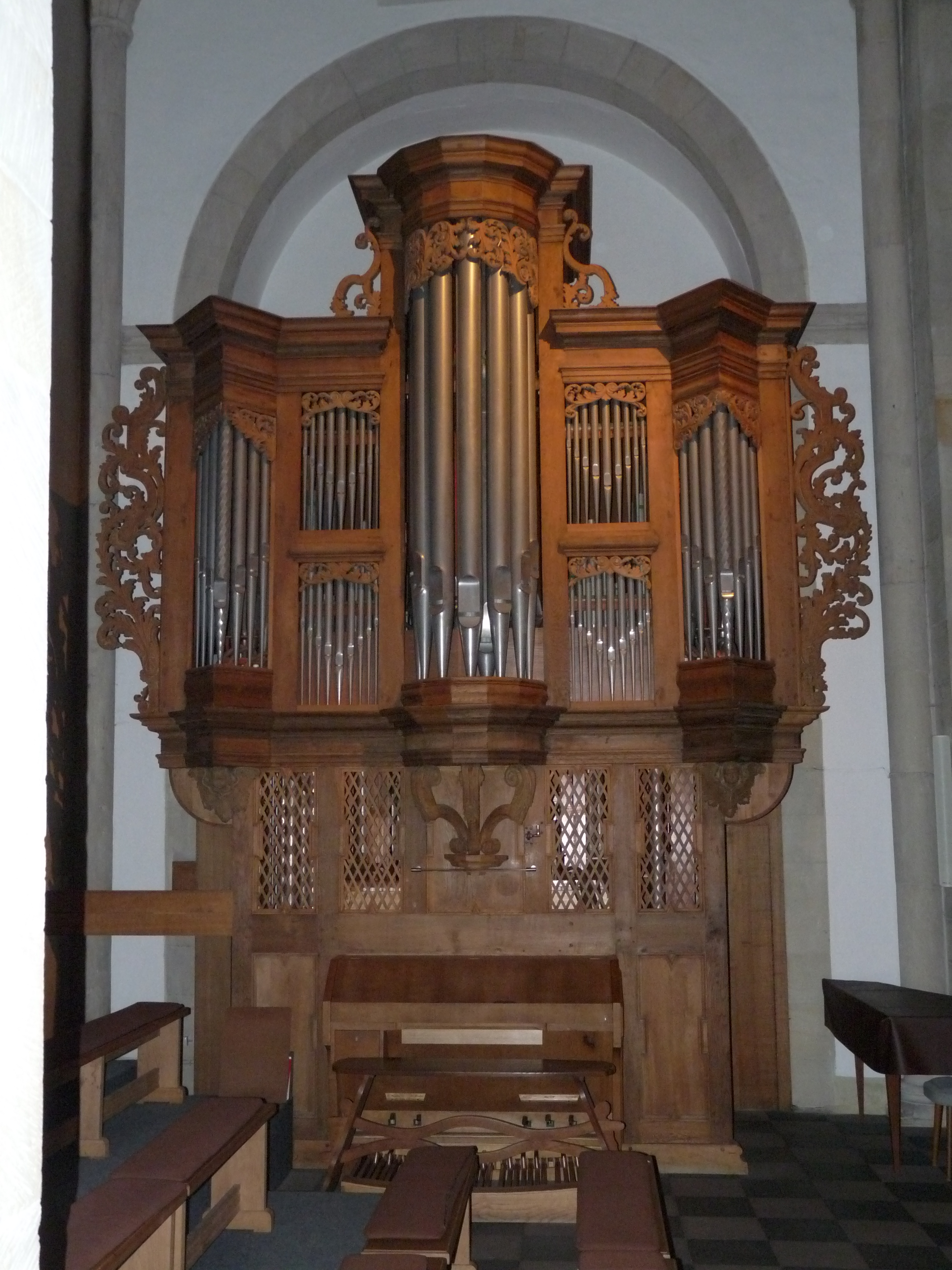
Orgel
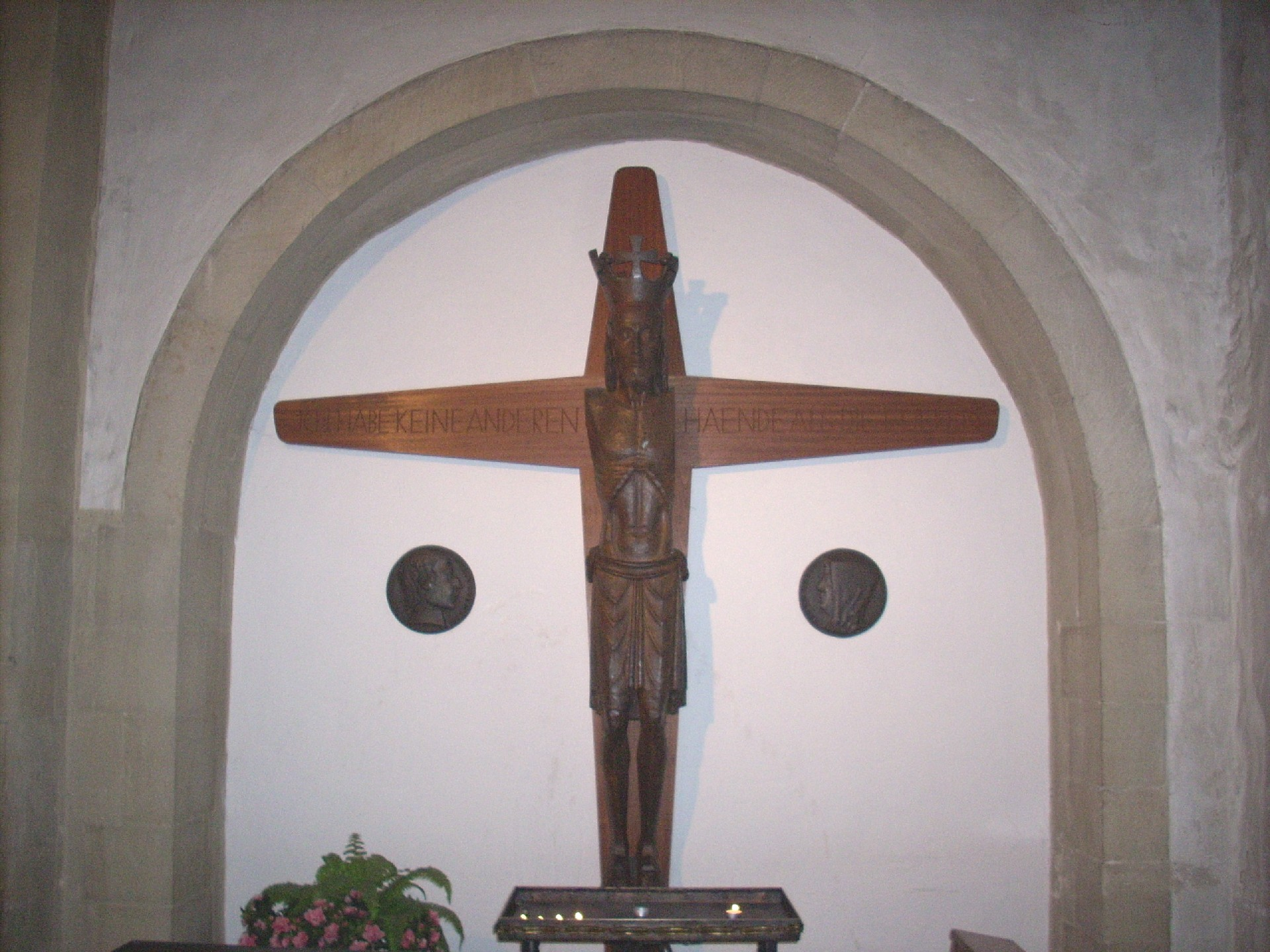
Kruisbeeld
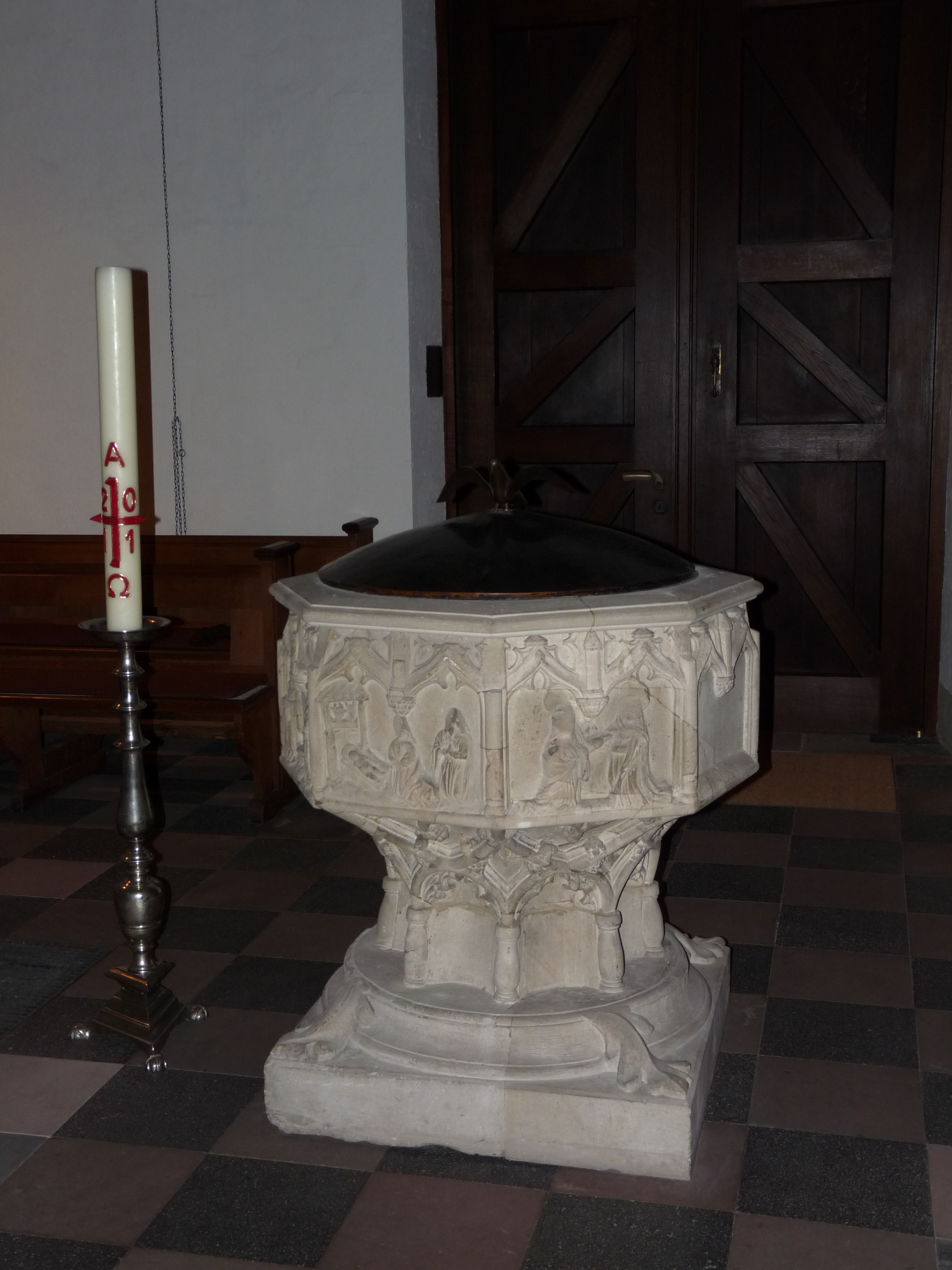
Doopbekken
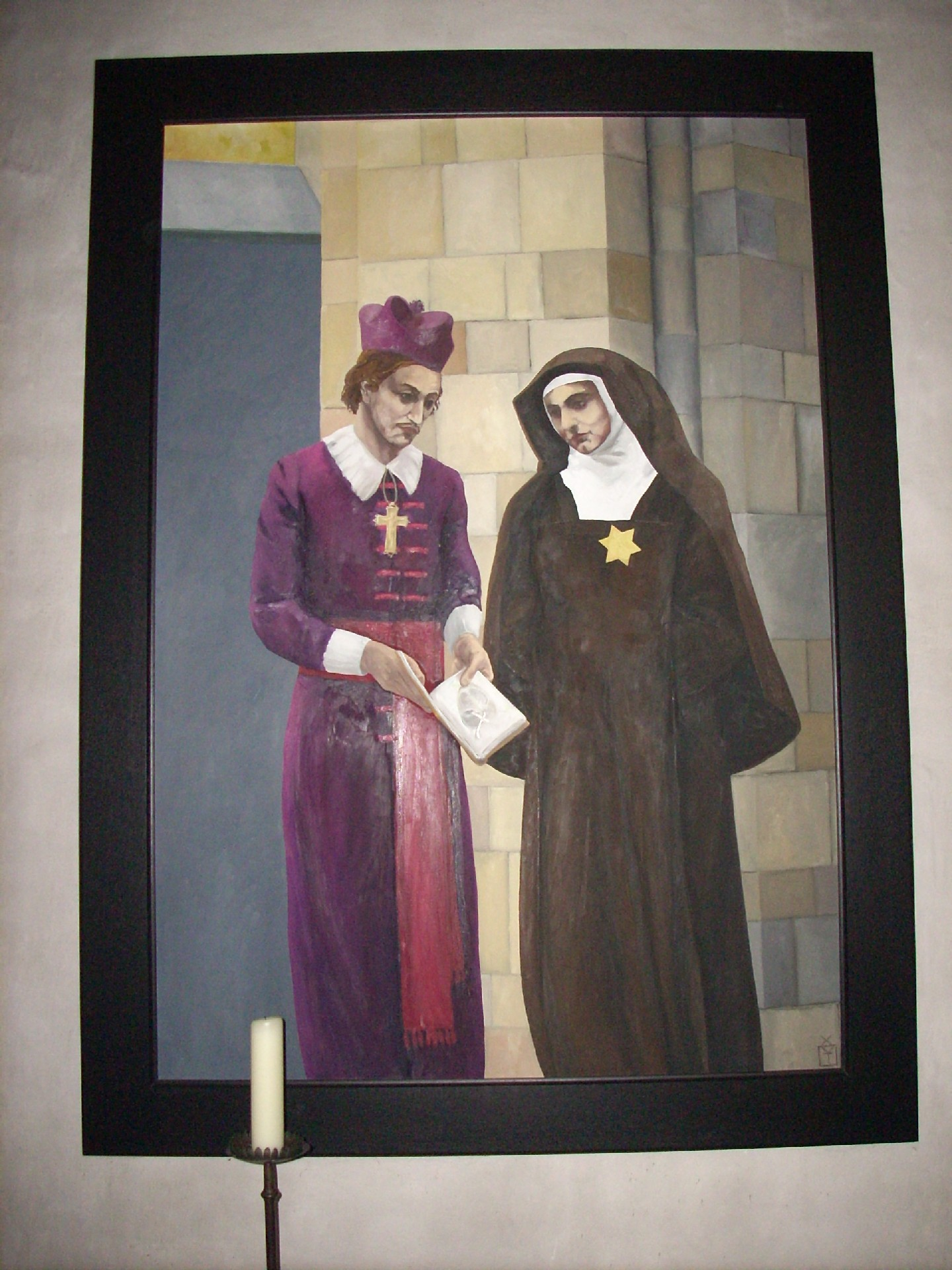
Schilderij Nicolaus Steno en Edith Stein